# Embriulco
Embriulco è uno strumento medico, consistente in un uncino che serve all'estrazione del feto morto dall'utero.